# Réseau clandestin
Pour les articles homonymes, voir Réseau (homonymie).
 (mars 2024).
Si vous disposez d'ouvrages ou d'articles de référence ou si vous connaissez des sites web de qualité traitant du thème abordé ici, merci de compléter l'article en donnant les références utiles à sa vérifiabilité et en les liant à la section « Notes et références ».
Un réseau clandestin est un groupe de personnes agissant ensemble dans la clandestinité pour un but donné. Il s'agit d'une forme particulière de réseau social.
La résistance française était composée de réseaux clandestins.